# Balee (Peukan Baro)
Balee is een bestuurslaag in het regentschap Pidie van de provincie Atjeh, Indonesië. Balee telt 747 inwoners (volkstelling 2010).